# SD 주아제이렌시
소시에다지 제스포르치바 주아제이렌시(Sociedade Desportiva Juazeirense)는 2006년에 창단한 브라질 바이아주 주아제이루를 연고로 하는 축구팀이다. 2017년 현재 전국 3부 리그 캄페오나투 브라질레이루 세리이 C와 바이아 주리그 캄페오나투 바이아누에 참가하고 있다.
2011년 캄페오나투 바이아누 2부 리그에서 이타부나 EC를 꺾고 우승을 차지 하였다.
2017년 캄페오나투 브라질레이루 세리이 D에서 4강에 들어가면서 이듬해 3부 리그인 캄페오나투 브라질레이루 세리이 C로의 승격에 성공 하였다.

## 수상
- 캄페오나투 바이아누 2부
  - 우승 (1회) : 2011